# Хлидаренди
«Хлидаренди» (исл. Hlíðarendi) — многоцелевой стадион в Рейкьявике, Исландия. Вместимость — 2465 зрителей. Является домашним стадионом футбольного клуба «Валюр».
Стадион был построен на месте своего предшественника и имеет одну крытую трибуну. Крыша является частью спортивного зала, пристроенного к трибуне. Зал используется для различных спортивных и развлекательных мероприятий.
В 2007 году клуб подписал пятилетний контракт на спонсорскую помощь с сотовой компанией Vodafone. В связи с этим стадион назывался «Водафонвётлюр». В настоящий момент титульным спонсором стадиона является IT-компания «Ориго». Арена получила название «Ориго вётлюр».